# Dumitru Vasile
Dumitru Vasile este un fost senator român în legislatura 1992-1996 ales în județul Teleorman pe listele partidului FDSN iar din iulie 1993 a devenit membru PDSN.
Dumitru Vasile s-a născut în comuna Salcia, Teleorman în anul 1944, unde s-a născut și Zaharia Stancu, de care se simte foarte legat. În calitate de senator, Dumitru Vasile nu a avut decât o singură inițiativă parlamentară (rămasă în stadiul de proiect). Actualmente este directorul Colegiului Național "Unirea" din Turnu Măgurele. Este totodată unul dintre principalii scriitori teleormaneni și un reprezentant al generației '80. În cadrul activității sale parlamentare, Dumitru Vasile a fost membru în comisia pentru învățământ, știință, tineret și sport.

## Poezie
- "Între lacrima și stea"(1987)
- "Dinspre singurătate"(1987)
- "Anotimpul vindecării"(1991)
- "Cerul din fântâni"(1992)
- "Pasărea din fum"(1994)
- "Colivia cu îngeri"(1995)
- "Beții închinate"(1997)
- "Lumina crucii"(1997)
- "Eu rămân ce-am fost: romantic"(2000)
- "Pastor peste naluci"

## Proza
- "Satul pazit de greieri"(1996)

## Publicistica
- "Marul si viermele"(1997)

## Legaturi externe
- Dumitru Vasile Arhivat în 23 august 2016, la Wayback Machine. la cdep.ro